# Noah Glass
 (février 2025).
Pour les articles homonymes, voir Glass.
Noah Glass est un développeur américain, principalement connu pour son travail dans les débuts du site de microblogging Twitter.

## Biographie
Après avoir quitté Industrial Light and Magic, Glass travailla sur plusieurs projets avec Marc Canter, fondateur de Macromind qui deviendra plus tard Macromedia.
Glass développa plus tard une application qui permettait à un utilisateur de publier des fichiers audio sur un blog à l'aide d'un téléphone portable. Sa start-up nommée AudBlog fusionna ensuite avec la société Odeo dirigée par Evan Williams.
En 2006, alors qu'il travaillait chez Odeo, Glass participa à la création et au développement de ce qui deviendra Twitter. Glass fut non seulement l'un des moteurs du développement initial de ce projet, mais il est aussi à l'origine de "twitter", le premier nom du service.
Cependant, plus tard dans l'année, Evan Williams décide de racheter toutes les parts des investisseurs d'Odeo et de renvoyer Glass, malgré son important travail dans le développement de Twitter. Il justifia ce choix en raison des tempéraments incompatibles entre les deux hommes, mais Glass avouera plus tard qu'il comptait travailler sur le projet indépendamment d'Odeo et prendre le contrôle de la nouvelle société ainsi créée,.